# Glue - Historia adolescente en medio de la nada
Glue - Historia adolescente en medio de la nada, es una película dramática de 2006 dirigida por Alexis Dos Santos y protagonizada por Inés Efron y Nahuel Pérez Biscayart.

## Sinopsis
La película está ambientada en Zapala , un pequeño pueblo de la provincia de Neuquén , Patagonia Argentina. Sigue la historia de Lucas, un chico de 16 años que toca en una banda de punk rock junto a su amigo Nacho. La trama da un giro cuando Lucas conoce a una chica llamada Andrea, y los tres se embarcan en un viaje de consumo de drogas y exploración sexual.

## Reparto
- Inés Efron como Andrea
- Nahuel Pérez Biscayart como Lucas
- Nahuel Viale como Nacho
- Verónica Llinás como Mecha
- Héctor Díaz como Freddy

## Premios
- 2006: Ganó el premio MovieZone en el Festival Internacional de Cine de Róterdam (IFFR)
- 2006: Ganó Mejor Película Local en el Festival Internacional de Cine Independiente de Buenos Aires.
- 2006: Premio del Público Joven en el Festival Tres Continentes de Nantes
- 2006: Nominado al Montgolfiere de Oro en el Festival Tres Continentes de Nantes
- 2007: Ganó Mejor Ópera Prima - Cine Mundial en el Festival Internacional de Cine Gay y Lésbico de San Francisco